# Pseudogekko hungkag
Pseudogekko hungkag — вид геконоподібних ящірок родини геконових (Gekkonidae). Ендемік Філіппін. Описаний у 2020 році.

## Поширення і екологія
Pseudogekko hungkag відомі з кількох місцевостей, розташованих на півострові Бікол на південному заході острова Лусон. Вони живуть у вторинних лісах на стрімких кам'янистих схилах та в прибережних лісах, що ростуть на піщаних ґрунтах. Зустрічаються переважно на висоті від 500 до 643 м над рівнем моря.

## Назва
Видова назва hungkag з тагальської мови перекладається як «порожнистий» і вказує на те, що ящірка часто переховується у різних порожнинах.

## Збереження
МСОП класифікує цей вид як такий, що перебуває під загрозою зникнення. Pseudogekko hungkag загрожує знищення природного середовища.